# 壮烈第七騎兵隊
『壮烈第七騎兵隊』（そうれつだいななきへいたい、原題：They Died with Their Boots On）は、アメリカ合衆国で1941年に公開された西部劇映画である。監督はラオール・ウォルシュで、エロール・フリン、オリヴィア・デ・ハヴィランドらが主演を務めた。脚本はウォーリー・クラインとイーニアス・マッケンジー。ノンクレジットでドン・シーゲルがモンタージュを担当した。
実在の人物であるジョージ・アームストロング・カスター将軍を主人公として、彼の陸軍士官学校入学から南北戦争、そしてリトルビッグホーンの戦いにおける玉砕までを描いているが、随所に大幅な脚色が加えられている。例えばクレイジー・ホースとの戦いについては、土地の利権を狙う政治家と企業の取引のねじれが発端として描かれ、カスターは土地をインディアンたちに譲ろうと考えていたとされている。決して歴史的に正しいとは言えない描写が多かったものの、本作は1941年の全米最高興行収入を記録した。フリンとデ・ハヴィランドの共演作としては8作目にあたり、また最後の共演作でもある。また、監督のウォルシュがフリンとタッグを組んだ初の作品でもある。
1990年代にはフリン主演の映画『シー・ホーク』などと共にカラーライズ版が製作され、1998年にはこのカラーライズ版がVHSソフトとして発売された。後にDVD化されるまで、オリジナルの白黒版はソフト化されなかった。

## あらすじ
ジョージ・カスターは名誉を手にして歴史に名前を刻むことを夢見て陸軍士官学校に入学するが、入学初日にトラブルを起こしてしまい、教官のテイプ少佐や同期のシャープに睨まれてしまう。カスターは馬術と剣術の成績は優秀だったが、その他の科目は芳しくなく、さらに規則違反を繰り返していたため、成績は最下位で卒業することもできずにいた。そんな中、南北戦争が勃発して南部出身の学生たちはアメリカ連合国に戻ってしまい、北軍は度重なる南軍との戦闘で人員不足に陥った。校長のシェリダン大佐はテイプの反対を押し切り、カスターを卒業させ、彼をワシントンD.C.に向かわせる。カスターは、その日の夜にシェリダンの姪リビーと会う約束を交わしていたが、別れの挨拶をすることも出来ずにワシントンに向かう。ワシントンに到着したカスターだったが、配属先が決まらず3週間も待ちぼうけを食らっていた。配属先を決める担当は、総司令官スコット将軍の副官となっていたテイプであり、彼はカスターを「最後に配属させる」と言い放つ。カスターはレストランで一息入れるが、隣の席に偶然スコットが座ったため、彼はスコットに接触して士官学校で成績不良だった者同士で意気投合し、スコットから念願だった第2騎兵隊への配属を許可される。しかし、テイプは「現地に乗っていく馬が用意できていない」と拒むが、カスターは彼の馬を奪い取って任地に向かう。
カスターは部隊を率いて南軍に戦いを挑むが、上官のシャープから撤退を命じられ、これに反発して彼を殴り倒して突撃を命じる。カスターの部隊は南軍を撃破するものの、彼は負傷して病院送りとなる。指揮官のシェリダンから勲章を授与されたカスターは、リビーの父ベーコンへの紹介状を受け取り、彼女の元へ向かう。カスターは酒場でイギリス出身のバトラー中尉と意気投合するが、そこに家賃の取り立てに訪れたベーコンと出会い、自分たちを酔っ払い呼ばわりする彼とトラブルを起こしてしまう。リビーと再会した後にベーコンと再び会ったカスターは、怒り狂うベーコンに家を追い出されてしまうが、メイドの機転で夜にリビーと再会し、将来の結婚を誓い合う。同じ頃、テイプは馬を返さないカスターを呼び戻そうとするが、スコットの作戦命令と混ざってしまい、彼を騎兵旅団の司令官に任命する命令書を誤って作成して通知してしまう。将軍になったカスターは旅団を率いて南軍をゲティスバーグの戦いで撃破し、北軍の英雄になり終戦後にリビーと結婚する。
南北戦争の終結後、カスターは除隊してリビーの家で暮らしていたが、張り合いのない日々の中で酒浸りになり、リビーは夫を元気にするためにスコットに現役復帰を願い出る。暫くした後、カスターの元に第7騎兵隊指揮官への着任命令が届き、彼は現役に復帰してリビーを連れて駐屯地に向かう。その途中、カスターはスー族の襲撃を受け、これを撃退して首長のクレイジー・ホースを捕虜にする。駐屯地に到着したカスターは、隊員たちが堕落し切っている様子を目の当たりにし、彼らを叱責し、同時に彼らを相手に商売するシャープの酒場を閉店させる。カスターは隊員たちを一から鍛え直し、駐屯地から脱走したクレイジー・ホースと数度にわたる戦いに勝利する。クレイジー・ホースは和平を申し出で、聖地であるブラックヒルズ以外の土地を放棄し、アメリカ政府と条約を締結する。
ブラックヒルズを手に入れたい鉄道会社は、邪魔な存在であるカスターを追い出すために、社員のシャープと政府委員となっていたテイプと結託して彼を罠にはめる。第7騎兵隊の隊員たちは、シャープの出した酒で泥酔して閲兵式を台無しにしてしまい、企みを知ったカスターはシャープとテイプを殴ってしまい解任される。その後、リビーから「ブラックヒルズに金鉱が見付かった」という新聞記事を見せられたカスターは、シャープたちがブラックヒルズを狙っていることを知り告発するが、彼の意見はテイプに味方する委員会によって退けられてしまう。条約を反故にされたクレイジー・ホースは怒り、各部族を集めて戦いを始め、カスターはグラント大統領に直訴して指揮官に復帰する。
駐屯地に戻ったカスターは、リビーとの最後の別れを交わしてクレイジー・ホースとの戦いに出発する。カスターは部隊に連れ出したシャープを前線で解放するが、彼は「名誉は死ぬ時に持っていける」というカスターの言葉を聞き、騎兵隊に残る決意をする。翌日、リトルビッグホーンの戦いが勃発し、シャープやバトラー、カリフォルニア・ジョーなど仲間が次々に戦死し、最後に残ったカスターもクレイジー・ホースに倒される。カスターの戦死後、シェリダンとリビーはテイプたちの企みを告発した彼の遺書を手に、「遺書を引き渡す代わりに会社の解散と政府委員の辞任」をテイプと鉄道会社に要求し、これを受け入れさせる。カスターの意志を実現させたリビーに対し、シェリダンは「彼は最後の戦いに勝利した」と語りかける。

## キャスト
※括弧内は日本語吹替（初回放送1972年1月16日『日曜洋画劇場』）
- エロール・フリン - ジョージ・アームストロング・カスター（中村正）
- オリヴィア・デ・ハヴィランド - エリザベス・"リビー"・ベーコン（英語版）（池田昌子）
- アーサー・ケネディ - ネッド・シャープ（家弓家正）
- チャールズ・グレープウィン - カリフォルニア・ジョー（永井一郎）
- ジーン・ロックハート - サミュエル・ベーコン
- アンソニー・クイン - クレイジー・ホース（小林清志）
- ジョージ・P・ハントレー・ジュニア - バトラー中尉
- スタンレー・リッジス（英語版） - ロームルス・テイプ少佐
- ジョン・ライテル（英語版） - フィリップ・シェリダン大将
- ウォルター・ハムデン（英語版） - ウィリアム・シャープ
- シドニー・グリーンストリート（英語版） - ウィンフィールド・スコット中将
- レジス・トゥーミー（英語版） - フィッツヒュー・リー
- ハティ・マクダニエル - キャリー
- マイナー・ワトソン（英語版） - スミス議員
- ジョゼフ・クレハン（英語版） - ユリシーズ・グラント大統領

その他：大木民夫、島宇志夫

## 制作

### 撮影
本作はしばしば1940年に公開されたマイケル・カーティス監督の映画『カンサス騎兵隊』（原題：Santa Fe Trail）と混同される。『カンサス騎兵隊』でもエロール・フリンとオリヴィア・デ・ハヴィランドが共演していた上、本作と同様にカスター将軍（演：ロナルド・レーガン）が登場する為である。
本作撮影中の1941年9月、フリンは疲労の為に倒れたという。
本作の撮影中には3人の死者が出ている。落馬して首を折った者と心臓発作に倒れたスタントマン、そして俳優のジャック・バドロング（Jack Budlong）である。バドロングは砲撃下の騎兵突撃を指揮する将校を演じていたが、この際に本物の軍刀を使用していた。そして彼が爆風によって落馬した時、軍刀が彼自身を貫いてしまったのである。

### 「カスター最後の戦い」
本作は南カリフォルニア各地で撮影が行われたが、スタッフらはいわゆる「カスター最後の戦い」の場面についてはリトルビッグホーンの戦いが起こった実際の古戦場の近くで撮影する事を予定していた。しかし予算やスケジュール等の制約のため、実際の撮影はロサンゼルス郊外の農村部で行われた。
アンソニー・クインが演じたクレイジー・ホースは本作で唯一役名のあるインディアンであり、またクインは本作出演者の中でも数少ない先住民族の血を引く俳優の1人だった。インディアン役エキストラにもスー族出身者16人が参加したのみで、その他はほとんどがフィリピン系だった。

### サウンドトラック
音楽はマックス・スタイナーが担当した。カスター本人が気に入っていた曲で、第7騎兵隊の連隊歌でもあったアイルランド民謡『ギャリーオーウェン』（Garryowen）も作中で使用された。実際のカスターはこの曲をアイルランド系の兵士から教えられたのだとされている。一方、本作ではイギリス人のバトラー中尉がオーストラリアから伝わった歌としてカスターに紹介している。本作で使用された『ギャリーオーウェン』の音源は、後に『賭博の町』、『勇魂よ永遠に』、『捜索者』などの西部劇映画にも流用された。

## 評価
本作のアメリカにおける配給収入は$1,871,000であった。これはワーナー・ブラザースの1941年度公開作品のうち2番目の大ヒットであった。